# Misiones jesuíticas en el desierto de Sonora
Las misiones españolas en el desierto de Sonora son una serie de asentamientos católicos jesuíticos establecidos por los jesuitas y otras órdenes religiosas para la evangelización y conversión de los pueblos indígenas que residían en el desierto de Sonora, como el pueblo pima alto (Akimel Oódham), al pueblo pima bajo (O´oba), al pueblo Págago (tohono O'odham), a los ópatas, y seris (coomcaac), mayos (Yoeme) y yaquis (yoreme), quedando fuera de éstos límites los tarahumaras al este, los guarijíos (mahkurawee) en el sur y los apaches en el norte.  
Un objetivo era dar a España una presencia colonial en el territorio de frontera de Nueva Navarra en el Virreinato de Nueva España (posteriormente Estado de Occidente), y otro reubicar en pueblos de indios y encomiendas para la agricultura, la ganadería y la minería. 

## Geografía e historia

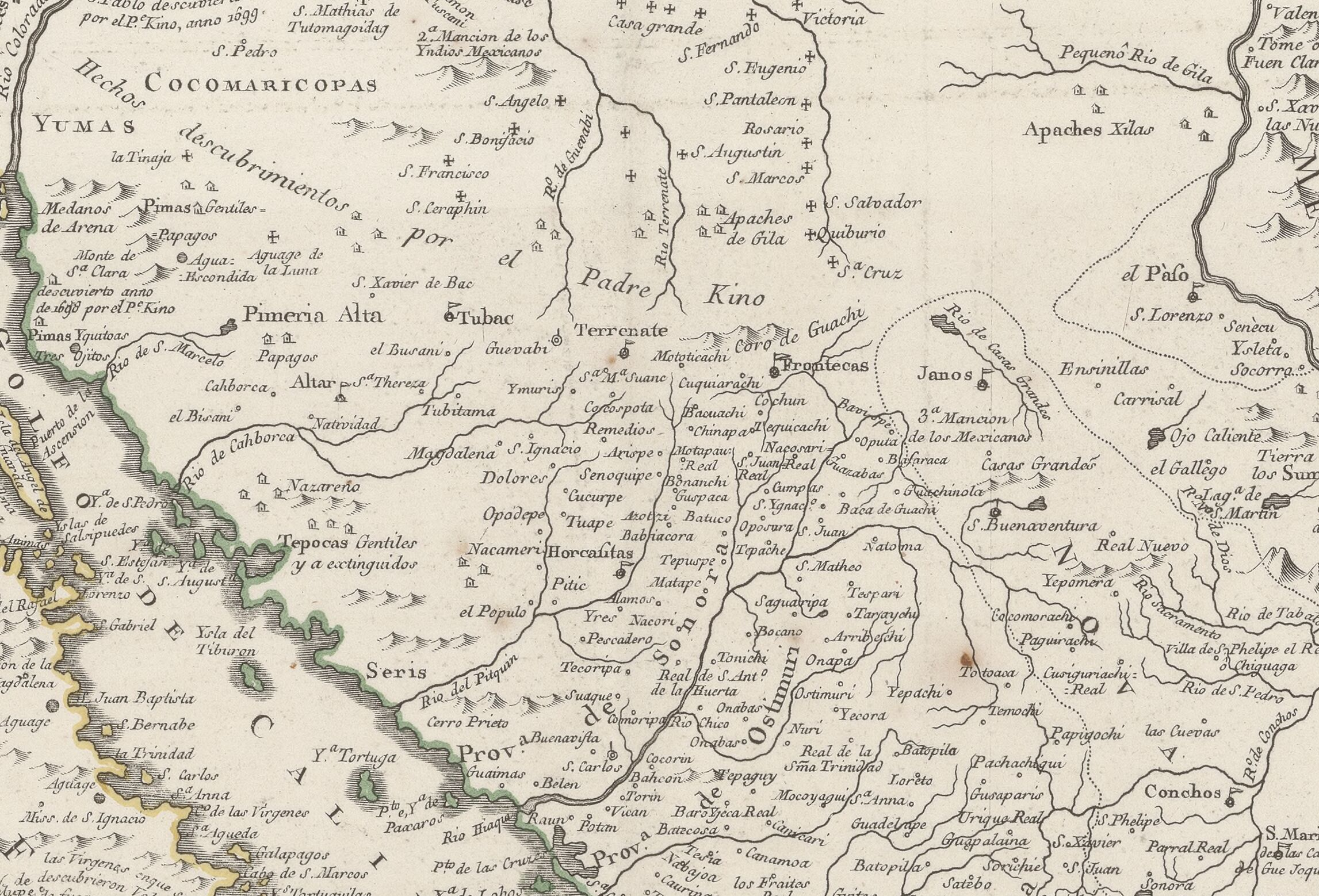
Mapa de 1768: Pimería Alta, provincia de Sonora y provincia de Ostimuri, misiones y presidios, rancherías e indígenas de la región y territorios explorados por el padre Kino a finales del siglo,

Las misiones están en un área del Desierto de Sonora, entonces llamado "Pimería Alta de Sonora y Sinaloa" (Pima alto de Sonora y Sinaloa), ahora dividido entre el estado mexicano de Sonora y el estado de EE. UU. de Arizona. Jesuitas de las misiones en el noroeste de México escribieron informes que arrojan datos sobre los pueblos indígenas que evangelizaron.Un informe del año 1601, "Relación de la Provincia de Nuestra Señora de Sinaloa" fue publicado en 1945.  Otra consideración importante de los jesuitas de la evangelización en Sonora es "Estado y descripción de Sonora", 1730, que tiene una considerable información sobre el tamaño de la población indígenas, la cultura y los idiomas
En la primavera de 1687, el misionero jesuita Eusebio Francisco Kino vivió y trabajó con los nativos americanos (incluyendo la nación de los Sobas o Sobaipuri) llamó al área "Pimería Alta" o "pueblo pima alto"  el cual actualmente está localizado en del norte de Sonora y sur de Arizona. Durante la estancia del padre Eusebio Kino en la Pimería Alta,  funda veinte misiones en ocho distritos de misión.
El 3 de febrero de 1768, el rey español Carlos III ordenó la expulsión de los jesuitas.  A pesar de la orden, muchos jesuitas permanecieron en los alrededores de la actual Tucson, Arizona hasta la década de 1780.
Un informe jesuita menciona la resistencia en 1691 de la evangelización al pueblo Tarahumara, "Historia de la tercera rebelión tarahumara".

## Rectorados en Sonora
La provincia (Sonora y Sinaloa) se dividía en 3 regiones: Sonora, Ostimuri y Sinaloa: La región en rectorados y los rectorados en Misiones y visitas. Para ello los misioneros estaba organizados de la siguiente manera. 1) El Visitador General de la Provincia Sonora, Sinaloa y la Baja California. 2) Los Visitadores regionales de los cuales había tres, residentes en Topia, Sinaloa y en Sonora y 3) los rectores, uno para cada rectorado y 4) los padres o misioneros que administraban la misión llamada cabecera con su templo como misión y los pueblos de visita con su capilla.
En 1767 existían todavía los 5 rectorados en la Provincia de Sonora, que habían venido funcionando por más de 100 años y eran los de 1) Dolores, 2) San Francisco, 3) Francisco de Borja, 4) Mártires de Japón y 5) San Ignacio del Yaqui con sus misiones como se menciona a continuación:

## Misiones en la Pimería Alta (en Sonora y Arizona)
Rectorado: Nuestra Señora de los Dolores, en la Pimería Alta:(akimel o'odham) como cabecera con sus ocho misiones y sus pueblos con sus capillas de visita. El rectorado se estableció en 1694, siendo el padre Marko Anton Kappus su primer rector.

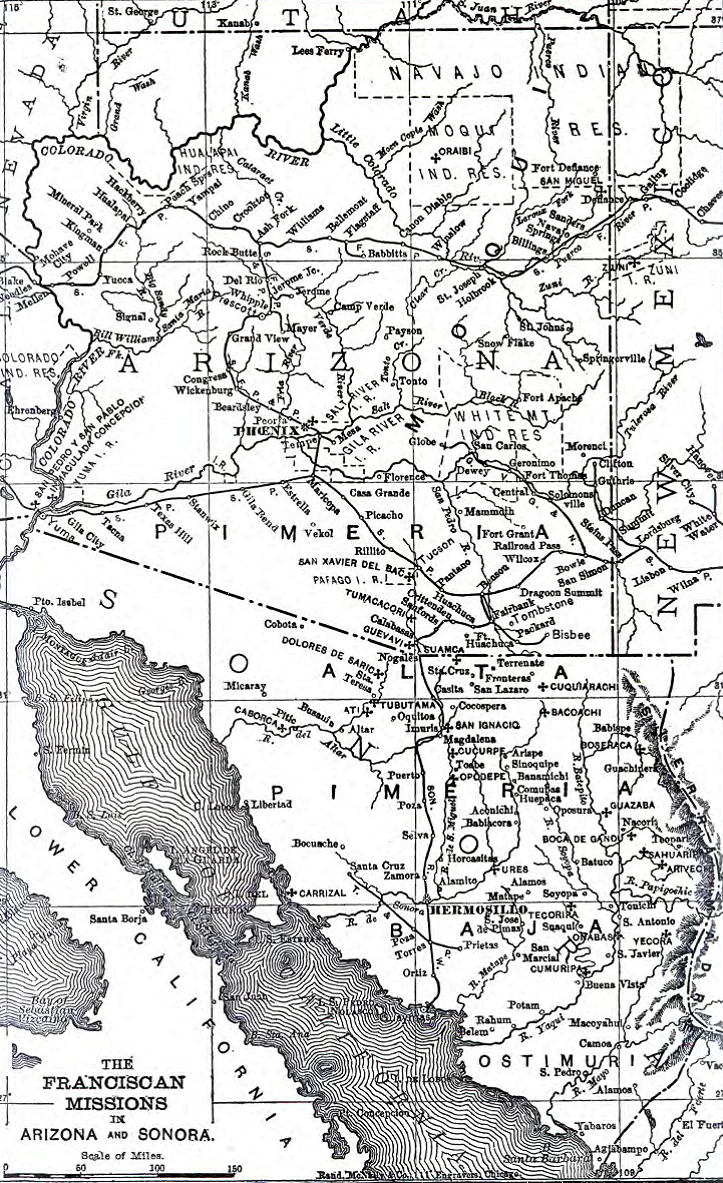
Misiones españolas en el Desierto de Sonora

- Misiones españolas en el Desierto de SonoraMISION DE NUESTRA SEÑORA DE LOS DOLORES: (misión destruida) Esta fue la primera misión establecida en la Pimería Alta por el Padre Kino, fundada el 13 de marzo de 1687. En 1744, la misión fue abandonada. 
  - Misión de Nuestra Señora de los Remedios de Doágibubig:  La misión en la aldea O’odham de Doágibubig fue establecida por el padre Kino el 15 de marzo de 1687. Comenzó la construcción de la iglesia misionera en 1695, y en 1698 bendijo una estatua de Nuestra Señora de los Remedios. La construcción de la iglesia se completó en 1703, y fue dedicada en 1704.  Nuestra Señora de los Remedios estaba estrechamente afiliada con la misión en Cocóspera, y ambas estaban bajo la supervisión directa del Padre Kino desde su misión en la sede de Dolores.  Todo lo que queda de la iglesia hoy es una pequeña parte de las ruinas de una pared. fue fundada en 1687 y quedó abandonado en 1730. Nada queda de esta misión.

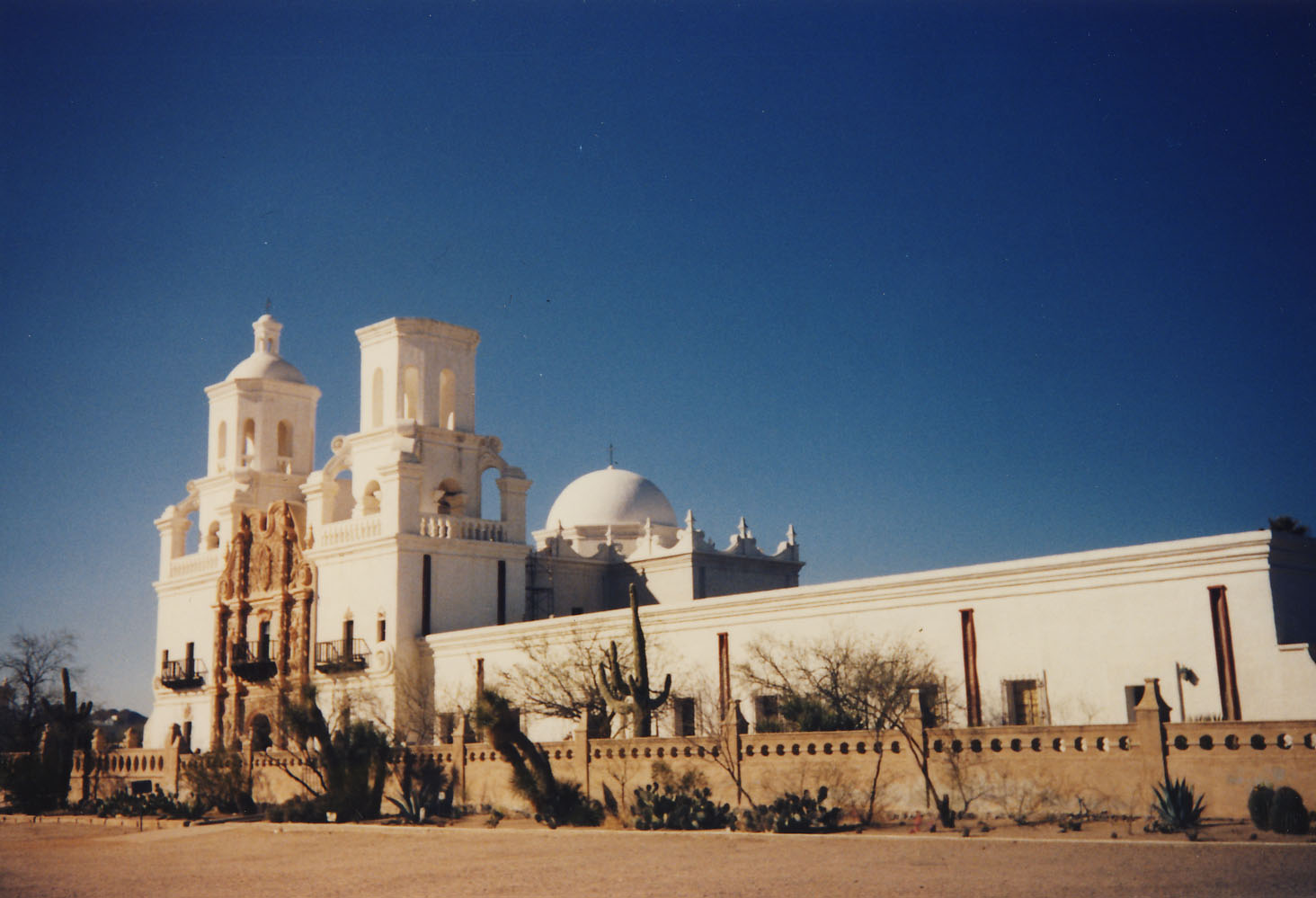
Misión San Xavier del Bac.

- CUCURPE, Misión de los Santos de Cucurpe . fundada en 1647 por el misionero jesuita Marcos del Río, en Cucurpe. (Misión reconstruida) que también atendía a los pueblos Remedios, Saracachi y Tuape, ( a cargo P. Ignacio Pfefferkorn).
- SAN IGNACIO, Misión de San Ignacio de Cabórica fue fundado en 1687 quien atendía a los pueblos de visita ímuris y Magdalena, y estaba localizado en San Ignacio, Sonora (a cargo del P. Xavier Paver). 
  - Misión de Santa María Magdalena: fundada en 1687, localizado en Magdalena de Kino, Sonora. Los restos y cripta monumental del padre Kino se encuentra aquí. Puede visitarse.
  - Misión de San José de Ímuris: fue fundada en 1687, en Imuris, Sonora. Reconstruida
- TUBUTAMA, Misión de San Pedro y San Pablo del Tubutama: fue fundada en 1687, en Tubutama, Sonora. Existe nueva construcción sus pueblos de visita: Santa Teresa, Oquitoa y Átil. Misión de San Antonio Paduano del Oquitoa: siendo establecida en 1689, en Oquitoa, Sonora. Misión de Santa Teresa de Átil: fundada en 1687, en la ciudad pequeña de Átil, Sonora.
- SARIC quien también atendía Aquimuri, La Arizonac y Busani, pueblos de visita (bajo la dirección del P. Miguel Gerstner)
- CABORCA. Misión de La Purísima Concepción de Nuestra Señora de Caborca: fundada 1693 en Caborca. Puede visitarse. Sus visitas eran Pitquín y Bísami (en donde se hallaba el P. Custodio Ximeno)[7]
  - Misión de San Diego del Pitiquito: fue fundada en 1689, en Pitiquito, Sonora. Reconstruida.
  - Misión de San Valentín de Bísani/Busanic/Bisanig: fundada 1693, al oeste de Heroica Caborca.[8]

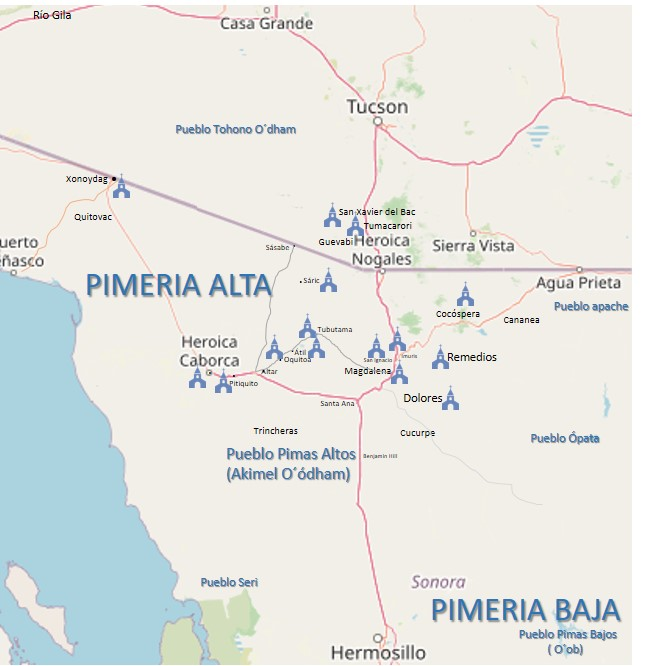
Mapa de las Misiones fundadas por Francisco Eusebio Kino

- Mapa de las Misiones fundadas por Francisco Eusebio KinoSUAMCA, Misión de Santa María Suamca: Originalmente fundada como Santa María del Pilar en 1693, (hoy Santa Cruz, Sonora). con sus pueblos de visita: Cocóspera, Bacoancos y Terrenate (a cargo del P. Diego Barrera).
  - Misión de Nuestra Señora del Pilar y Santiago de Cocóspera establecida en 1689, en Cocóspera, Sonora. En reconstrucción.
  - Misión de San Luis Bacoancos, cerca de Nogales, Sonora: establecida en el año de 1691, pero pronto fue abandonada por ataques de apaches.[9]
- GUEVAVI, Misión de Los Santos Ángeles de Guevavi: fue fundada en 1691 y es la ubicación de la primera iglesia construida en el sur de Arizona. La iglesia se estableció inicialmente en un poblado nativo, pero después fue destruido a causa de fuego, probablemente durante una revuelta entre indígenas. La iglesia se reconstruyó en ubicaciones nuevas dos veces, la final y más grande se construyó en 1751. Sus ruinas son parte del Tumacácori National Historical Park, con Calabazas, Tumacácori como pueblos de visita, que apoyaba a Átil, Santa Bárbara, Buenavista y Xonoidag (hoy Sonoita) (bajo la dirección del P. Pedro Rafael Diez).
  - Misión de San José de Tumacácori: la ubicación actualmente sabida que es un Parque Histórico Nacional. La tierra de agricultura alrededor de la misión fue vendida en subasta en 1834 y la misión estuvo fue abandonada por 1840. Es ahora un Monumento Nacional en Tumacácori National Historical Park en el sur de Arizona.
  - Misión de San Cayetano del Tumacácori: fundada en 1691 en un pueblo Sobaipuri. Más tarde una iglesia fue construida ahí. Después de la revuelta pima de 1751 el pueblo y la misión fueron movidos al lado opuesto del río donde se ubicaba.
  - Misión de San Lázaro: se fundó en 1691, pero fue abandonada rápidamente después de ataques de apaches.Misión de Nuestra Señora de Loreto y San Marcelo de Xonoidag: fundada 1693 en Sonoyta, Sonora. En territorio pápago (Tohono O´odham)

- SAN XAVIER DEL BAC, con Tucson Misión de San Xavier del Bac: fundada en 1692, a sur de Tucson, un edificio actual de este lugar data de 1785, su interior está decorado con los ornamentos que muestran una mezcla de la Nueva España y motivos artísticos americanos nativos. Es todavía utilizado por miembros tohono O'odham y yaquis. como pueblo de visita (al cuidado del P. José Nevé). 
  - Misión de San Cosme y Damián de Tucsón: fundada en1692

## Misiones en al noreste de Sonora
Rectorado de los Santos Mártires del Japón, que consistía de seis misiones, zona ópata y apache:
- GUÁSAVAS, y Sn Ignacio de Óputo era su único pueblo de visita. (rector Juan Nentuig, con el P. Aguirre como su ayudante y desde enero de 1766 al P. Ramón Sánchez).

- BACADÉGUACHI, con sus pueblos de visita que eran Nácori Chico, Mochopa y Sátachi. (a cargo del P. Manuel Aguirre, vice-provincial, en 1765 se le asignó como vicario al P. José Liébana.)
- BATUCO, con un pueblo indígena Tepupe, y bajo su jurisdicción cuatro pueblos de españoles: Realito, La Mesa, Chihuahua y Todos Santos. (a cargo del P. Alejandro Rapicani).
- OPOSURA (hoy Moctezuma), con Cumpas, Térape y siete poblados de españoles como pueblos de visita: Teonadepa, San José, San Ildefonso de Tócora, Serobabi, Tonibabi, San Pedro y Tepache (los atendía el P. José Garrucho).
- BAVISPE y sus pueblos de visita San Miguelito y Guachinera (bajo la dirección del P. Francisco Xavier Pascua).
- BACERAC, con Guachinera como pueblo de visita (al cuidado del P. José Pío Laguna).

## Misiones en el Centro de Sonora
- Rectorado de San Francisco Javier, con seis misiones a lo largo del Río Sonora:
  - ARIZPE, y su pueblo de visita Chinapa (cabecera, en donde residía el visitador general de la Orden, P. Carlos de Roxas).
  - CUQUIÁRACHI, y que también atendía a los pueblos de Bacoache y Cuchuta (residencia del rector P. Bartolomé Sáenz, nombrado por el visitador general Roxas en enero de 1765). Misión de Cuquiárachi: fundada en 1645, al sur de Fronteras, Sonora.
  - URES, a cuyo cargo estaba el pueblo de Santa Rosalía (en donde estaba el P. Andrés Michel).
  - OPODEPE, con su pueblo de visita Nacameri (hoy Rayón), (a cargo del P. Miguel Almela). Misión de Nuestra Señora de la Ascensión de Opodepe: fundada 1704 en Opodepe, Sonora.a, Sonora.
  - BANÁMICHI, con Huépac y Sinoquipe (a cargo del P. Francisco Xavier Villaroya).
  - ACONCHI, con Baviácora como su pueblo de visita, (ambos a cargo del P. Nicolás Perera).

## Misiones en el este de Sonora
Rectorado de San Francisco de Borja, integrado por siete misiones en zona de ópatas y Pimería Baja:
- ARIVECHI, residencia del P. rector José Roldan, quien además de sus pueblos de visita Ponida, Teópari y Bacanora, y Sahuaripa (sin misionero ya que el P. B. Sáenz, había sido trasladado a Cuquiárachi).
- MOVAS, cuyo pueblo de visita Nuri, (atendidos por el P. Bernardo Middendorff).
- ÓNAVAS, con Tónichi y Soyopa, (a cargo del P. Enrique Kürtzel).
- ONAPA, y cuidaba de los pueblos de visita Tarachi y Yécora, que había sido incorporado a este rectorado en abril de 1765. (a cargo del P. Antonio Castro)
- CUMURIPA, y que atendía también al Presidio de San Carlos de Buenavista (a cargo del P. Benito Antonio Romeo).
- TECORIPA, y que a su vez cuidaba de los pueblos de visita Suaqui Grande y San José de Pimas. (en donde se hallaba el P. Francisco Xavier González).
- MÁTAPE (hoy Villa Pesqueira) con sus pueblos de visita Nácori Grande, Álamos, Rebeico, Quizani y Mazatán, (a cargo del P. Jacobo Sedelmayer).

## Misiones al sur de Sonora
Rectorado de San Ignacio del Yaqui, integrado por diez misiones en el Río Mayo y en el Río Yaqui:
- SANTA CRUZ DEL MAYO (hoy Huatabampo), (allí residía el P. visitador Jorge Fraideneg; su pueblo de visita era Etchojoa.
- HUÍRIVIS, tenía a Guaymas como pueblo de visita. (la residencia del rector Juan Lorenzo Salgado).
- BAHCUM y Cócorit, (a cargo del P. Julián Salazar).
- TORIN y Vícam, (al cuidado del P. Lorenzo García).
- RAHUM y Pótam, (atendidas por el P. Juan Mariano Blanco).
- BELEM, (por el P. Maximiliano LeRoy).
- CONICARIT, Macoyahui y Tesia por el P. Vicente Rubio.
- CAMOA y en ocasión Tesia, (asistidas por el P. José Rondero).
- NAVOJOA y Cohuirimpo, (a cargo del P. Lucas Atanasio Merino).
- TEPAHUE y Batacosa, (por el P. Francisco Ita).